# Comté de Huron (Ohio)
Pour les articles homonymes, voir Huron (homonymie) et Comté de Huron.
Le comté de Huron est situé dans l’État de Ohio, aux États-Unis. Il comptait 59 487 habitants en 2000. Son siège est la ville de Norwalk.